# Birch Run
Birch Run är en ort i Saginaw County i Michigan, USA.